# Giovanni Robbiano
Giovanni Robbiano (* 25. November 1958 in Genua) ist ein italienischer Drehbuchautor und Filmregisseur.

## Leben
Robbiano trat nach Studium in Bologna und seiner Ausbildung an der Columbia University in New York City in den 1990er Jahren als Regisseur von zunächst Kurzfilmen in Erscheinung, dem mit Figurine, in dem er nach eigenem Drehbuch Kindheitserinnerungen aus den 1960er Jahren verarbeitete, sein Debütfilm folgte. Nach einigen Büchern für andere Regisseure folgte 500!, bei dem er nun auch noch die Produktion übernommen hatte. Zwar nur in begrenzter Kopienzahl aufgeführt, wurde das Werk vor allem in der Heimatregion Robbianos sehr positiv aufgenommen. Der Dozent für Filmtheorie und Filmtechnik an der DAMS in Bologna ließ bald mit Hermano einen mit dem Premio Solinas ausgezeichnetes Drama folgen, das allerdings erst 2007 seine Aufführung erfuhr. Nach Auftragsarbeiten u. a. für Folgen von Kommissar Rex schrieb Robbiano 2012 das Drehbuch zu Federico Brugias Tutti i rumori del mare. Die Fernsehserie Task Force 45 wird 2016 ausgestrahlt.
Neben seiner Dozententätigkeit hält Robbiano Workshops und Vorträge; er veröffentlichte Bücher und zahlreiche Artikel zu filmtheoretischen Themen.

## Filmografie (Auswahl)
- 1997: Figurine
- 2000: 500!
- 2007: Hermano